# Coupe d'Afrique des nations junior 2001
Navigation
1999 2003
La Coupe d'Afrique des nations junior 2001 s'est déroulée en Éthiopie du 18 mars au 1er avril 2001. Elle est remportée par l'Angola qui bat le Ghana 2-0 en finale.
Les 2 premiers de chaque groupe se qualifient pour la Coupe du monde des moins de 20 ans 2001.

## Qualifications
L'Éthiopie est qualifiée automatiquement en tant que pays hôte. Les autres pays participent aux qualifications constituées d'un tour préliminaires et deux autres tours, sous forme de matchs aller-retour.
Huit équipes participent à la phase finale :
- Égypte
- Cameroun
- Angola
- Ghana
- Nigeria
- Éthiopie (hôtes)
- Mali
- Afrique du Sud

## Phase de groupes

### Groupe A
| Équipe         | J | G | N | P | BP | BC | Diff | Pts    |
| -------------- | - | - | - | - | -- | -- | ---- | ------ |
| Éthiopie       | 3 | 1 | 1 | 1 | 6  | 4  | +2   | 4      |
| Égypte         | 2 | 1 | 1 | 0 | 3  | 2  | +1   | 4 (+3) |
| Cameroun       | 2 | 1 | 1 | 0 | 3  | 2  | +1   | 4      |
| Afrique du Sud | 3 | 0 | 1 | 2 | 3  | 7  | –4   | 1      |

| 18 mars 2001 | Éthiopie | 0–1 | Cameroun |  |  |
|              |          |     |          |  |  |

| 18 mars 2001 | Afrique du Sud | 0–1 | Égypte |  |  |
|              |                |     |        |  |  |

| 21 mars 2001 | Cameroun | 2–2 | Afrique du Sud |  |  |
|              |          |     |                |  |  |

| 21 mars 2001 | Égypte | 2–2 | Éthiopie |  |  |
|              |        |     |          |  |  |

| 24 mars 2001 | Cameroun | 0–0 | Égypte |  |  |
|              |          |     |        |  |  |

| 26 mars 2001 | Éthiopie | 4–1 | Afrique du Sud |  |  |
|              |          |     |                |  |  |

| 26 mars 2001 | Cameroun | 1–3 | Égypte |  |  |
|              |          |     |        |  |  |

Le match initial entre le Cameroun et l'Égypte est interrompu à la 25e minute après que des supporteurs aient envahi le terrain, estimant que le Cameroun et l'Égypte s'étaient arrangés pour faire match nul et se qualifier tous deux aux dépens de l'Éthiopie. La CAF décide de faire rejouer le match à huis clos deux jours plus tard, avec les résultats à utiliser pour déterminer qui se qualifierait pour les demi-finales, mais sans compter dans le classement du groupe.
Le match entre l'Éthiopie et l'Afrique du Sud est initialement prévu pour le 24, mais il est reporté après que l'équipe sud-africaine ait eu des difficultés pour se déplacer.

### Groupe B
| Équipe  | J | G | N | P | BP | BC | Diff | Pts |
| ------- | - | - | - | - | -- | -- | ---- | --- |
| Ghana   | 3 | 2 | 1 | 0 | 6  | 2  | +4   | 7   |
| Angola  | 3 | 1 | 1 | 1 | 4  | 3  | +1   | 4   |
| Mali    | 3 | 0 | 3 | 0 | 3  | 3  | 0    | 3   |
| Nigeria | 3 | 0 | 1 | 2 | 1  | 6  | –5   | 1   |

| 19 mars 2001 | Ghana | 1–0 | Angola |  |  |
|              |       |     |        |  |  |

| 19 mars 2001 | Mali | 0–0 | Nigeria |  |  |
|              |      |     |         |  |  |

| 22 mars 2001 | Nigeria | 1–4 | Ghana |  |  |
|              |         |     |       |  |  |

| 22 mars 2001 | Angola | 2–2 | Mali |  |  |
|              |        |     |      |  |  |

| 25 mars 2001 | Angola | 2 –0 | Nigeria |  |  |
|              |        |      |         |  |  |

| 25 mars 2001 | Ghana | 1–1 | Mali |  |  |
|              |       |     |      |  |  |

## Phase finale

### Demi-finales
| 28 mars 2001 | Éthiopie              | 2 – 5 | Angola                                                    |  |  |
|              | 19e 69e Yordanos Abay |       | 5e Gilberto · 13e Loló · 35e 48e Mantorras · 89e Mendonça |  |  |

| 28 mars 2001 | Ghana              | 1 – 1 | Égypte             |  |  |
|              | 96e Stephen Tetteh |       | 98e Hamza El Gamal |  |  |
| 6            | Tirs au but        | 5     |                    |  |  |

### Troisième place
| 1er avril 2001 | Éthiopie | 0 – 2 | Égypte                                     |  |
|                |          |       | 3e Ahmed Hossam · 87e Mohammed Abdel Wahed |  |

### Finale
| 1er avril 2001 | Ghana | 0 – 2 | Angola       |  |
|                |       |       | 57e 85e Loló |  |

## Résultat
| CAN 2001 Junior Vainqueur |
| ------------------------- |
| Angola 1er titre          |

### Qualification pour le Championnat du monde junior
Les quatre équipes les plus performantes sont qualifiées pour la Coupe du monde des moins de 20 ans 2001 :
- Angola
- Ghana
- Égypte
- Éthiopie